# Sonja Deckers
Sonja Deckers (Deinze, 29 december 1976) is een Belgische voormalige atlete, die gespecialiseerd was in de lange afstand en het veldlopen. Zij veroverde twee Belgische titels.

## Biografie
Deckers werd in 1996 en 1997 Belgisch kampioene op de halve marathon. Ze nam ook driemaal deel aan het wereldkampioenschap halve marathon, met een achtentwintigste plaats in 1997 als beste resultaat.
Deckers nam in 1997 deel aan de wereldkampioenschappen veldlopen. Op de piste nam ze dat jaar op de 10.000 m deel aan de Europese kampioenschappen U23. Ze werd achtste in de rechtstreekse finale.
Deckers was aangesloten bij AV Toekomst en Vabco Mol.

## Belgische kampioenschappen
Outdoor
| Onderdeel      | Jaar       |
| -------------- | ---------- |
| halve marathon | 1996, 1997 |

## Persoonlijke records
Outdoor
| Onderdeel      | Prestatie | Datum          | Plaats   |
| -------------- | --------- | -------------- | -------- |
| 10.000 m       | 33.54,22  | 13 juli 1997   | Turku    |
| 15 km          | 53.04     | 24 mei 1999    | Nijmegen |
| 10 Eng. mijl   | 57.05     | 4 mei 1997     | Heerlen  |
| halve marathon | 1:12.27   | 4 oktober 1997 | Košice   |

## Palmares

### 10.000 m
- 1997:  BK AC te Sint-Lambrechts-Woluwe – 34.07,86
- 1997: 8e EK U23 te Turku  – 33.54,22

### halve marathon
- 1996:  BK AC te Flémalle – 1:18.28
- 1996: 38e WK te Palma de Mallorca – 1:16.32
- 1997:  BK AC te Sint-Truiden – 1:13.59
- 1997: 28e WK te Kosice – 1:12.27
- 1999: DNF WK te Palermo

### veldlopen
- 1994: 125e WK U20 te Boedapest
- 1997: 92e WK te Turijn